# Гідроксилгердерит
Гідроксилгердерит — мінерал, гідроксилфосфат кальцію та берилію, ряд гердериту.

## Загальний опис
Хімічна формула: 4 [ CaBe(PO4) (OH)]. OH заміщається на F. При F>ОН — гердерит. Сингонія моноклінна. Короткопризматичні кристали, а також гроноподібні агрегати. Твердість 5,5. Густина 2,95-3,01. Колір жовтуватий до білого з зеленуватим відливом. Мінерал пізніх стадій пегматитоутворення.